# Lista över fornlämningar i Kristianstads kommun (Träne)
Lista över fornlämningar i Kristianstads kommun (Träne) är en förteckning av ett urval av de fornlämningar som finns i Träne i Kristianstads kommun.
| Namn                            | Lämningstyp  | Tillkomsttid | Historisk indelning | Plats | Läge                 | ID-nr          | Bild                                 |
| ------------------------------- | ------------ | ------------ | ------------------- | ----- | -------------------- | -------------- | ------------------------------------ |
| Träne 5:1                       | Stensättning |              | Träne, Skåne        |       | 55.975984, 13.921308 | 10113100050001 | Ladda upp en bild av detta fornminne |
| Träne 5:2                       | Stensättning |              | Träne, Skåne        |       | 55.975857, 13.921196 | 10113100050002 | Ladda upp en bild av detta fornminne |
| Träne 18:1                      | Hällristning |              | Träne, Skåne        |       | 55.998200, 13.995024 | 10113100180001 | Ladda upp en bild av detta fornminne |
| Träne 23:1                      | Röse         |              | Träne, Skåne        |       | 55.995339, 13.962108 | 10113100230001 | Ladda upp en bild av detta fornminne |
| Träne 23:2                      | Röse         |              | Träne, Skåne        |       | 55.995391, 13.962364 | 10113100230002 | Ladda upp en bild av detta fornminne |
| Träne 36:1                      | Hällristning |              | Träne, Skåne        |       | 56.003903, 13.973199 | 10113100360001 | Ladda upp en bild av detta fornminne |
| Träne 41:1                      | Stensättning |              | Träne, Skåne        |       | 55.991259, 13.985477 | 10113100410001 | Ladda upp en bild av detta fornminne |
| Träne 42:1                      | Stensättning |              | Träne, Skåne        |       | 55.997443, 13.966200 | 10113100420001 | Ladda upp en bild av detta fornminne |
| Träne 42:2                      | Stensättning |              | Träne, Skåne        |       | 55.997564, 13.965916 | 10113100420002 | Ladda upp en bild av detta fornminne |
| Träne 43:1                      | Hög          |              | Träne, Skåne        |       | 56.000823, 13.996824 | 10113100430001 | Ladda upp en bild av detta fornminne |
| Träne 44:1                      | Hällristning |              | Träne, Skåne        |       | 55.991622, 13.960688 | 10113100440001 | Ladda upp en bild av detta fornminne |
| Träne 45:1                      | Hällristning |              | Träne, Skåne        |       | 55.986083, 13.976449 | 10113100450001 | Ladda upp en bild av detta fornminne |
| Träne 46:1                      | Hög          |              | Träne, Skåne        |       | 55.988940, 13.986587 | 10113100460001 | Ladda upp en bild av detta fornminne |
| Träne 48:1                      | Stensättning |              | Träne, Skåne        |       | 56.001059, 14.029305 | 10113100480001 | Ladda upp en bild av detta fornminne |
| Träne 57:1                      | Stensättning |              | Träne, Skåne        |       | 56.002985, 14.035131 | 10113100570001 | Ladda upp en bild av detta fornminne |
| Träne 57:2                      | Stensättning |              | Träne, Skåne        |       | 56.002944, 14.034732 | 10113100570002 | Ladda upp en bild av detta fornminne |
| Kullen, Hönekullen (Träne 58:1) | Röse         |              | Träne, Skåne        |       | 56.004076, 14.036442 | 10113100580001 | Ladda upp en bild av detta fornminne |
| Kullen (Träne 58:2)             | Stensättning |              | Träne, Skåne        |       | 56.004067, 14.035972 | 10113100580002 | Ladda upp en bild av detta fornminne |
| Kullen (Träne 58:3)             | Stensättning |              | Träne, Skåne        |       | 56.003807, 14.036028 | 10113100580003 | Ladda upp en bild av detta fornminne |
| Träne 59:1                      | Stensättning |              | Träne, Skåne        |       | 56.004743, 14.033169 | 10113100590001 | Ladda upp en bild av detta fornminne |
| Träne 62:1                      | Stensättning |              | Träne, Skåne        |       | 56.005225, 14.036151 | 10113100620001 | Ladda upp en bild av detta fornminne |
| Träne 63:1                      | Stensättning |              | Träne, Skåne        |       | 56.007628, 14.018296 | 10113100630001 | Ladda upp en bild av detta fornminne |
| Träne 64:1                      | Hög          |              | Träne, Skåne        |       | 56.011431, 14.020287 | 10113100640001 | Ladda upp en bild av detta fornminne |
| Träne 64:2                      | Stensättning |              | Träne, Skåne        |       | 56.011448, 14.020916 | 10113100640002 | Ladda upp en bild av detta fornminne |
| Träne 65:1                      | Stensättning |              | Träne, Skåne        |       | 56.009604, 14.015549 | 10113100650001 | Ladda upp en bild av detta fornminne |
| Träne 68:1                      | Hög          |              | Träne, Skåne        |       | 56.006751, 14.017811 | 10113100680001 | Ladda upp en bild av detta fornminne |
| Träne 68:2                      | Hög          |              | Träne, Skåne        |       | 56.006680, 14.017597 | 10113100680002 | Ladda upp en bild av detta fornminne |
| Träne 68:3                      | Hög          |              | Träne, Skåne        |       | 56.006731, 14.018054 | 10113100680003 | Ladda upp en bild av detta fornminne |
| Träne 69:1                      | Hällristning |              | Träne, Skåne        |       | 56.003268, 14.005547 | 10113100690001 | Ladda upp en bild av detta fornminne |
| Träne 87:1                      | Hällristning |              | Träne, Skåne        |       | 56.006067, 14.006290 | 10113100870001 | Ladda upp en bild av detta fornminne |
| Träne 88:1                      | Hällristning |              | Träne, Skåne        |       | 56.007685, 13.998825 | 10113100880001 | Ladda upp en bild av detta fornminne |
| Träne 106:1                     | Stensättning |              | Träne, Skåne        |       | 55.993517, 13.982918 | 10113101060001 | Ladda upp en bild av detta fornminne |
| Träne 106:2                     | Stensättning |              | Träne, Skåne        |       | 55.993561, 13.983224 | 10113101060002 | Ladda upp en bild av detta fornminne |
| Träne 106:3                     | Stensättning |              | Träne, Skåne        |       | 55.993664, 13.982153 | 10113101060003 | Ladda upp en bild av detta fornminne |
| Träne 106:4                     | Hällristning |              | Träne, Skåne        |       | 55.993590, 13.982701 | 10113101060004 | Ladda upp en bild av detta fornminne |
| Träne 106:5                     | Hällristning |              | Träne, Skåne        |       | 55.993507, 13.982264 | 10113101060005 | Ladda upp en bild av detta fornminne |
| Träne 108:1                     | Hällristning |              | Träne, Skåne        |       | 55.995774, 13.996549 | 10113101080001 | Ladda upp en bild av detta fornminne |
| Träne 108:2                     | Stensättning |              | Träne, Skåne        |       | 55.995682, 13.997046 | 10113101080002 | Ladda upp en bild av detta fornminne |
| Träne 109:1                     | Stensättning |              | Träne, Skåne        |       | 55.998580, 14.037449 | 10113101090001 | Ladda upp en bild av detta fornminne |
| Träne 110:1                     | Stensättning |              | Träne, Skåne        |       | 56.001101, 14.033966 | 10113101100001 | Ladda upp en bild av detta fornminne |
| Träne 110:2                     | Stensättning |              | Träne, Skåne        |       | 56.000884, 14.034341 | 10113101100002 | Ladda upp en bild av detta fornminne |
| Träne 111:1                     | Hällristning |              | Träne, Skåne        |       | 56.002520, 14.036591 | 10113101110001 | Ladda upp en bild av detta fornminne |
| Träne 232                       | Röse         |              | Träne, Skåne        |       | 56.010932, 13.949657 | 12000000132111 | Ladda upp en bild av detta fornminne |